# Ames Research Center

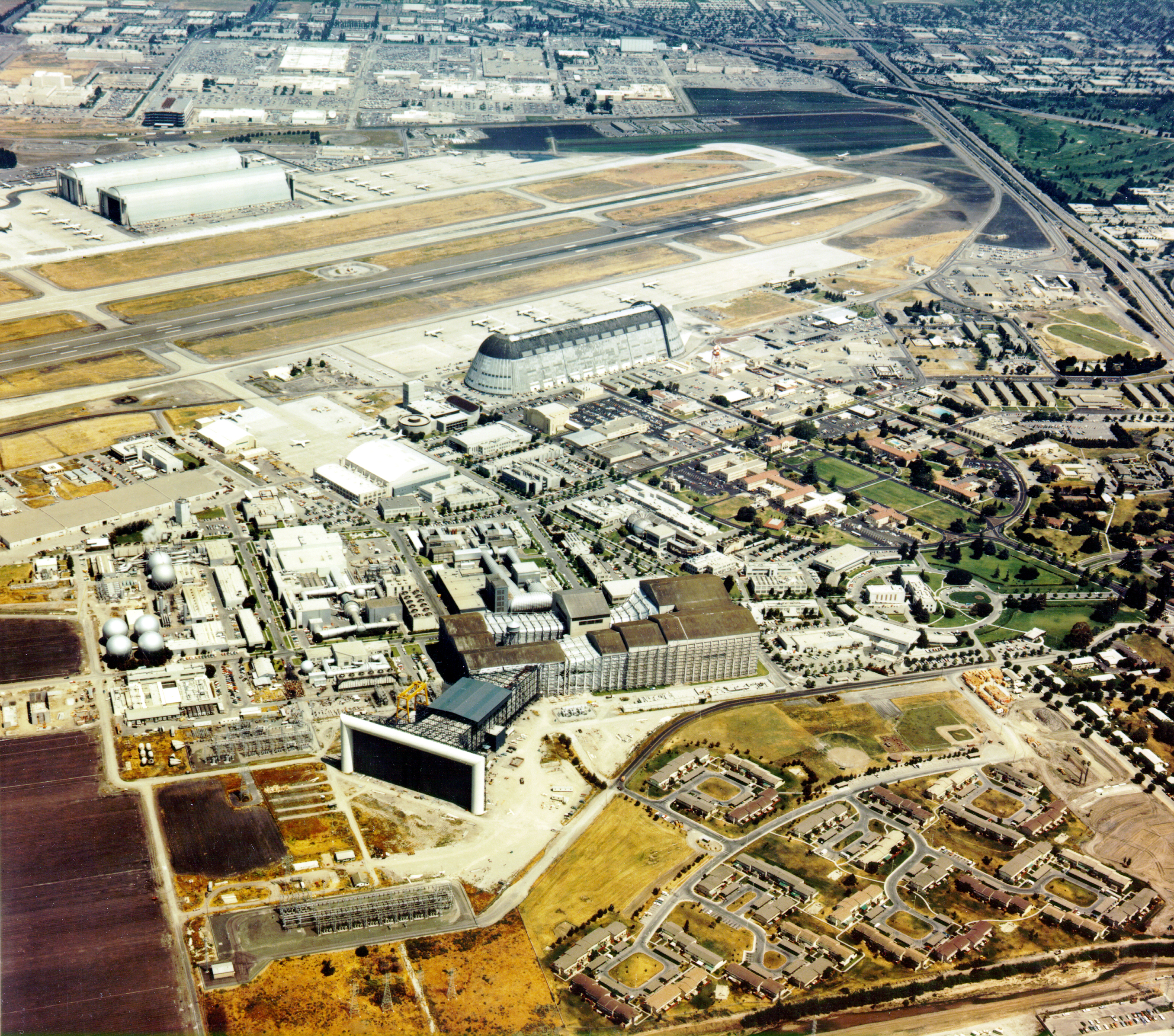
Vy från luften över Moffett Field och NASA Ames Research Center.

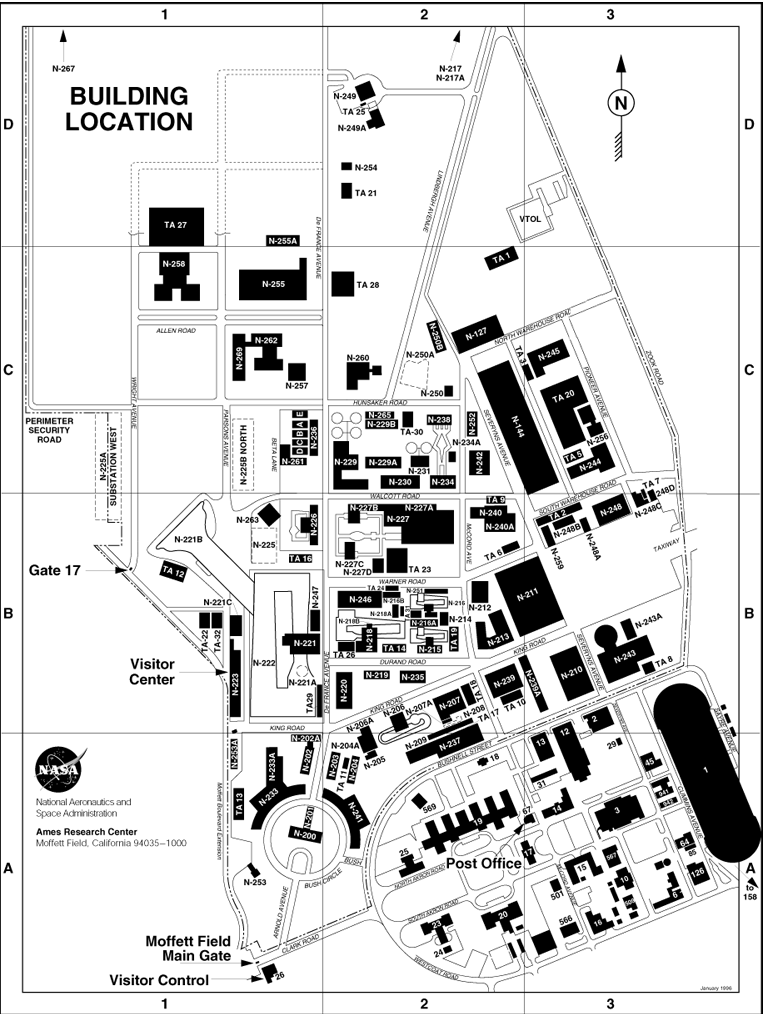
Karta över NASA Ames Research Center

NASA Ames Research Center (ARC) är ett av NASA:s största forskningscenter. Området ligger på Moffett Federal Airfield och täcker 175 000 m² vid utkanten av städerna Mountain View och Sunnyvale i Silicon Valley i Kalifornien. Vanligen kallas området NASA Ames.

## Bakgrund
ARC grundades 20 december 1939 som det andra laboratoriet hos National Advisory Committee for Aeronautics (NACA) vilket fördes över till NASA 1958. Platsen Moffett Field valdes ut i oktober 1939 av Charles Lindbergh-kommittén. Ames Aeronautical Laboratory (numera Ames Research Center) fick sitt namn efter Joseph Sweetman Ames, en ordförande för NACA under åren 1919-1939.
Pioneer Spacecraft Missions är en serie av åtta rymdskepp som konstruerades mellan 1960-talet och 1990-talet av Pioneer Project Office vid NASA Ames Research Center. De mest kända är de obemannade farkosterna Pioneer 10 och Pioneer 11 som var de första farkoster skapade av människan att lämna solsystemet. Pioneer Venus var en annan farkost i serien som var mycket framgångsrik.
ARC är idag aktivt inom forskning på aeronatik, biologi, astronomi och teknologi, främst informationsteknologi vilket inkluderar artificiell intelligens. På området finn världens största vindtunnel, en del av National Full-Scale Aerodynamic Complex (NFAC). Den är stor nog att testa hela flygplan istället för skalenliga modeller. Även om NASA avvecklade vindtunneln år 2003 används nu NFAC av det amerikanska flygvapnet som en "satellit"-del av Arnold Engineering Development Center (AEDC). På området finns även en vindtunnel där objekt kan testas i överljudshastighet.
ARC är också platsen där flera nyckeluppdrag från NASA styrs från (LCROSS, SOFIA, KEPLER) och är en viktig del av konstruktionen av den nya rymdfarkosten Orion CEV.
Byggnaderna vid Moffett Field består av de som tillhör NASA, inkluderande vindtunnlarna och flera av forskningsanläggningarna, samt byggnader ägnade åt samarbeten med olika universitet.